# Хагер Сити (Висконсин)
Хагер Сити (енгл. Hager City) насељено је место без административног статуса у америчкој савезној држави Висконсин.

## Демографија
По попису из 2010. године број становника је 338.
| Група             | 2000.    | 2010.       |
| Белци             | 0 (0,0%) | 333 (98,5%) |
| Афроамериканци    | 0 (0,0%) | 2 (0,6%)    |
| Азијати           | 0 (0,0%) | 1 (0,3%)    |
| Хиспаноамериканци | 0 (0,0%) | 1 (0,3%)    |
| Укупно            | 0        | 338         |